# Sermide e Felonica
Sermide e Felonica är kommun i provinsen Mantua i regionen Lombardiet i Italien. Kommunen hade 7 285 invånare (2018).
Kommunen ändrade namn den 1 mars 2017 från Sermide till Sermide e Felonica i samband med att den tidigare kommunen Felonica uppgick i Sermide. Den tidigare kommunen hade 6 089 invånare (2016).